# 테리사 메이
테리사 메리 메이(영어: Theresa Mary May, 혼전 성씨: 브레이저(Brasier), 1956년 10월 1일~)는 영국의 정치인으로 2016년부터 2019년까지 총리를 지냈다.
1997년부터 메이든헤드 지역구 하원 의원이며, 2010년부터 영국 내무부 장관, 그리고 2016년 7월 11일부터 보수당 대표를 맡고 있다. 당내에선 원네이션 보수주의 계파로 분류되며 성향은 자유보수주의다. 메이 의원은 현지 시간으로 2016년 7월 13일, 엘리자베스 2세를 알현하고 데이비드 캐머런 총리의 뒤를 이어 총리에 취임하여, 마거릿 대처에 이은 영국 사상 두번째 여성 총리가 되었으나 2019년 7월 23일에 테리사 메이는 총리직에서 사임을 하여 3년 만에 처음으로 다우닝가 10번지에서 사저로 떠나는 여성 영국 총리가 되었으며, 현재는 영국 의회 하원 의원으로 재직중이다.

## 개요
서섹스 주 이스트본에서 태어난 메이는 옥스퍼드대학교 세인트휴스 칼리지에서 지리학을 전공했다. 1977년부터 1983년까지는 영국은행, 1985년부터 1997년까지는 영국 지불교환협회에서 일했고 (Association for Payment Clearing Services), 중간에 런던 머튼 구의회의 던스퍼드 지역구 구의원도 역임했다. 1992년과 1994년 두번에 걸쳐 하원 의원에 도전했다가 실패한 뒤, 마침내 1997년 총선에서 메이든헤드 지역구 의원으로 당선됐다. 노동당 집권 기간에는 윌리엄 헤이그, 레인 덩컨 스미스, 마이클 하워드, 데이비드 캐머런과 함께 예비내각에서 예비 하원 원내대표와 예비 노동연금장관 등 주요 자리를 여럿 맡았다. 2002년부터 2003년까지는 보수당 의장도 맡았다.
2010년 총선 이후 연립 내각이 성립되자 메이는 내무장관과 여성평등차관에 임명됐다. 여성평등차관직은 2012년에 사임했다. 2015년 총선에서 보수당이 승리한 뒤 다시 내무장관으로 임명된 메이는 60년 전 제임스 추터 에드 장관 이래 최장 기간동안 자리를 맡은 내무장관이 되었다. 장관에 취임한 메이 의원은 경찰 개혁을 추진하고 마약 정책에 더 강경 노선을 취하며, 이민에는 제한을 두게 되었다.
2016년 6월 유럽연합 탈퇴 국민투표의 결과로 캐머런 총리가 급작스럽게 사임하면서 메이는 보수당 대표 후보로 나설 것을 밝혔고, 유력 선두주자로 떠오르면서 경쟁후보였던 앤드리아 레드섬이 자진 사퇴함에 따라 무난히 보수당 대표가 되어 영국 총리에 취임하였다. 2017년 3월 메이 총리는 영국의 유럽연합 탈퇴, 즉 브렉시트 절차에 들어가겠다고 밝히고, EU 측과의 협상 테이블에서의 지지기반을 다지려는 의도에서 조기 총선을 치르겠다고 선언하였다. 그러나 그렇게 치러진 2017년 영국 총선에서 보수당은 1983년 이래 최고 득표율을 기록하였음에도 불구하고 원내 의석수가 330석에서 317석으로 오히려 줄어들었고, 어느 당도 의회를 장악하지 못하는 헝 의회 상태에 봉착하게 되었다. 보수당이 집권하는 데 있어 필요한 과반 의석수를 메우기 위해 메이 총리는 북아일랜드 소수정당인 민주연합당과 신임 공급을 통한 연정을 꾸려 보수당-민주연합당 내각을 출범시켜야 했다.
2018년 12월 보수당 의원들이 발의한 당내 불신임 투표와 2019년 1월 의회에서 발의된 불신임 투표에서 살아남았다. 이후 고정임기 의회법에 따라 예정되어 있는 2022년 총선에서는 당대표로서 선거에 나서지 않을 것이라고 밝혔지만, 그 전에 조기선거를 열게 될 가능성은 배제하지 않았다. 한편으로 유럽연합과의 브렉시트 협상에서는 체커스 협약 (일명 '소프트 브렉시트')를 고수하였고 여타 유럽연합 회원국의 승인을 거쳐 브렉시트 탈퇴 협약안을 타결하였으나, 2019년 1월 영국 의회의 승인투표 (Meaningful vote)에서 부결되고 말았다. 메이의 수정 협약안 역시 391표 대 242표로 부결되었다.

## 어린 시절과 학창 시절
테레사 메이는 1956년 10월 1일 잉글랜드 서섹스 주 이스트본에서 어머니 제이디 메리 (결혼전 이름은 번스, 1928~1982)와 아버지 휴버트 브레이저 (1917~1981)의 외동딸로 태어났다. 아버지는 성공회 신부로, 옥스퍼드에서 몇 킬로 떨어진 휘틀리 교구 사제를 맡았던 적이 있었다.
메이는 옥스퍼드셔의 주립 중학교에서 교육을 받았고, 잠시 독립가톨릭학교를 다니기도 했다. 처음에는 히드롭에 위치한 주립학교인 히드롭 초등학교를 다녔고, 이후 베그브로크에 있던 로마가톨릭 독립학교인 세인트 줄리아나 수녀원 부속 여자학교 (1984년 폐교)로 전학하였다.
13살이 되자 메이는 휘틀리에 있는 홀턴 파크 여자중학교로 자리를 잡았다. 그곳 학생으로 있던 도중 1971년에 학교가 폐교되고, 같은 자리에 휘틀리 파크 종합중학교가 새로 들어서면서 학적이 다시 바뀌었다. 이후 메이는 옥스퍼드 대학교에 입학해 세인트 휴스 칼리지에서 지리학을 전공, 1977년에 학사 학위를 받고 차석 졸업하였다.

## 초기 경력
메이는 1977년부터 1983년까지 영란은행에서 일하고, 1985년부터 1997년까지 영국 지불교환협회 국제사무과에서 금융 컨설턴트와 주임 고문으로 있었다. 이 기간 동안 메이의 양쪽 부모님이 모두 돌아가셨는데 아버지는 1981년 교통사고로, 어머니는 그 다음해 다발성 경화증으로 사망했다.
한편 메이는 1986년부터 1994년까지 런던 머튼 구의 구의원으로 재임하여, 구의회 교육부장 (1988년~1990년), 의회 부대표 및 원내 대변인 (1992년~1994년)을 맡았다. 이후 1992년 총선에서 노스웨스트더럼 지역구 후보로 출마하고 1994년 바킹 재보궐선거에도 나섰지만 두 번 모두 당선되는 데 실패핬다. 그러나 1997년 총선에 다시 한번 메이든헤드 지역구에 후보로 출마, 국회의원으로 당선됐다.

## 국회의원
의회에 입성한 메이는 교육학교장애인여성부 대변인 (1998~1999년) 자리에 오르면서, 윌리엄 헤이그 당시 보수당 대표가 이끈 야당 지도부의 일원이 되었다. 1999년부터는 예비 교육고용차관에 임명되면서 초선 의원으로선 처음으로 예비 내각에 참가하게 되었다. 2001년 총선 후 이언 덩컨 스미스 신임 보수당 대표는 메이를 교통장관직으로 자리이전하면서 예비 내각에 머물도록 했다.
2002년 7월 메이는 여성으로선 처음으로 보수당 위원장에 내정됐다. 2002년 보수당 당대회 연설 도중 메이는 자신이 보기에 당이 바뀌어야만 하는 이유를 다음과 같이 역설했다. "여러분들도 국민들이 우리 당을 뭐라고 부르는지 아실 겁니다. 바로 추잡한 당 (Nasty Party)이죠." 2003년 11월 보수당 당수 및 야당 당수로 마이클 하워드가 당선된 후, 메이는 추밀원에 임명되어 예비 교통장관으로 내정됐다. 
2004년 6월에는 예비 문화미디어스포츠장관으로 자리를 옮겼다. 2005년 12월 새로 선출된 데이비드 캐머런 대표는 예비 하원 대표로 메이를 내정했다. 2009년 1월에는 예비 노동연금장관이 되었다.
2010년 5월 6일 치러진 총선에서 메이는 메이든헤드 지역구에서 이전보다 늘어난 16,769표, 득표율 60%로 국회의원에 다시 당선됐다. 이는 지난 2005년 총선 당시 자유민주당의 '파면전략' 우선 대상 중 한 명으로 포함되어, 의석에서 물러날 위기에 처했다가 일찍이 철회됐던 일에 따른 것이었다.

## 총리

### 2016년 보수당 대표 경선
2016년 6월 30일, 메이는 유럽 연합 탈퇴 국민투표 이후 데이비드 캐머런 총리가 사임함에 따라 치러질 보수당 대표 경선에 후보로 나서겠다고 발표했다. 메이는 유럽연합 탈퇴에 대해선 당내 단결이 필요함을 강조하고, 자신은 나라의 미래를 위해 "강한 리더십"과 "밝은 비전"을 이끌 수 있다고 말했다. 메이는 유럽 연합에 잔류하는 쪽을 지지했지만 2차 국민투표는 없을 것임을 고집하며 다음과 같이 말했다. "캠페인은 서로 맞붙었고... 대중은 판결을 내렸습니다. EU에 남으려 하는 시도는 없어야 하며, 뒷문으로 빠져서 다시 합류하려는 시도도 있어선 안 될 것입니다. 브렉시트는 브렉시트입니다." 또 제 50조항 (영국의 유럽 연합 탈퇴를 공식 통고하는 조항)은 2016년 말까지 이행되지 말아야 한다고 덧붙였다. 이민 문제와 관련해서는, 유럽에서 영국으로 오는 사람의 수를 더욱 통제할 권리를 되찾을 필요가 있다는 데 동의했다.
여론조사에서 대중이 가장 선호하는 후보는 메이로 조사됐다. 6월 30일 스카이 데이터 스냅 폴의 조사 결과에 따르면 응답자의 47%가 총리가 될 보수당 후보로 메이를 선호한다고 밝혔다. 메이를 지지한 인물 중에는 앰버 러드, 크리스 그레일링, 저스틴 그리닝, 제러미 헌트, 마이클 팰런, 패트릭 맥러플린 등 현 내각 장관들도 포함됐다.
이후 메이는 7월 5일 1차 경선 투표에서 의원 165인의 표를 얻어 승리했다. 안드레아 레드섬은 66표, 마이클 고브는 48표를 얻어 그 뒤를 이었다. <가디언> 지에 따르면 메이는 "최종 후보 2인에 거의 포함"된 상황이었다. 결과가 발표되자 메이는 "기쁘다"면서, 지지해준 다른 의원들에게 "감사하다"고 밝혔다. 한편으로는 "우리가 EU를 떠나는 이상 가능한 한 최상의 합의"로 협상하고, "영국이 모두를 위해 일하도록 만드는 데" 당과 나라가 연대하길 바란다고 강조했다. 메이보다 적은 표를 받은 리암 폭스와 스티븐 크랩 후보도 결과가 나오자마자 메이를 지지한다는 성명을 냈다. 이후 7월 7일 2차 투표에서는 의원 199인의 압도적인 표를 받으며 84표의 레드섬 후보와 46표의 고브 후보를 제치고 1위를 지켰다. 이후 메이는 자신을 지지해준 의원들 덕분에 정말 기쁘다는 심정을 내비치고, 레드섬 후보에 맞서 보수당 당권을 향해 나아갈 것이라고 말했다.
7월 11일 레드섬 후보는 메이 후보가 첫번째 유세 연설을 한 지 한시간 만에 대표 경선에서 물러나겠다고 전격 발표했다. 레드섬 후보는 자신에게 돌아가는 보수당 의원들의 지지가 부족한 것은 신뢰받는 총리가 되기에는 걸림돌이 된다며 그 이유를 내비쳤다. 이렇게 해서 메이만 유일한 경선 후보로 남게 되자, 레드섬 후보의 사퇴 발표 당일 저녁에 보수당 대표로 메이가 당선되었음이 선언됐다. 7월 11일 메이가 자동으로 보수당 대표가 되자, 데이비드 캐머런 총리는 메이가 영국의 두번째 여성 총리로 오를 준비를 하는 데 걸리는 시간을 감안해, 자신의 사퇴일을 이틀 뒤로 연장하기로 밝혔다.

### 임명과 내각구성
2016년 7월 13일 메이는 엘리자베스 2세 여왕의 임명으로, 마거렛 대처 이후 영국의 두번째 여성 총리이자, 21세기 첫 영국 여성 총리가 되었다. 메이는 2016년 7월 12일 언론을 통해 자신이 당 대표와 총리가 된 것이 "영광스럽고 겸허하게 생각한다"고 밝혔다. 자신의 임기를 확실히 하기 위해 총선을 새로 치루자는 요청에 대해서는 그러한 선거는 없을 것이라고 밝혔다. 총리로 임명된 후 메이는 연설을 통해 보수당의 이름으로 연합주의를 강조하며, "잉글랜드, 스코틀랜드, 웨일스, 북아일랜드 사이에 맺어진 소중하고 또 소중한 연대"를 되새기자고 말했다.
메이 총리는 신임 내각 장관의 임명 작업도 개시했다. "지난 몇십년 이래 가장 전면적인 정부 개편"이 된 이 개각에서 캐머런 전 총리의 측근 장관들이 다수 "퇴짜" (임명에서 제외)를 맞자, <데일리 텔레그라프> 지는 "무자비한 도태"라고 표현하기도 했다. 초창기에 이뤄진 임명 작업은 "중도주의와 회유책"이자 영국의 유럽 연합 탈퇴 결정에 따라 당을 재통합시키기 위한 밑받침으로 해석됐다. 다만 <가디언> 지는 "우향우"라고 보았다.
총리 인수 과정에서 메이는 보리스 존슨 전 런던 시장을 외교영연방장관에, 앰버 러드 전 에너지기후변화장관을 내무장관에, 데이비드 데이비스 예비 내무장관을 신설 장관직인 '브렉시트 장관'에 임명했다. 영국 국방장관을 지냈던 리암 폭스와 필립 하몬드 (각각 2010~2011년, 2011년~2014년 재임)는 새로 신설된 국제무역장관과 재무장관에 서로 임명됐다.
법무장관으로는 마이클 고브의 뒤를 이어 리즈 트러스가 내정됐는데 "천년 역사상 최초의 여성 대법관"이 되었다. 에너지차관을 역임하고 대표 경선 선두 주자로 나섰던 안드레아 레드섬은 신임 환경식품농림장관으로 내정됐다. 그러나 메이 총리로부터 북아일랜드 장관으로 내정받은 테리사 빌러스 의원은 "내가 맡을 수 있을 거라 생각한 자리가 아니다"라면서 내각 자리에서 물러났다.

### 제1기 내각 시절

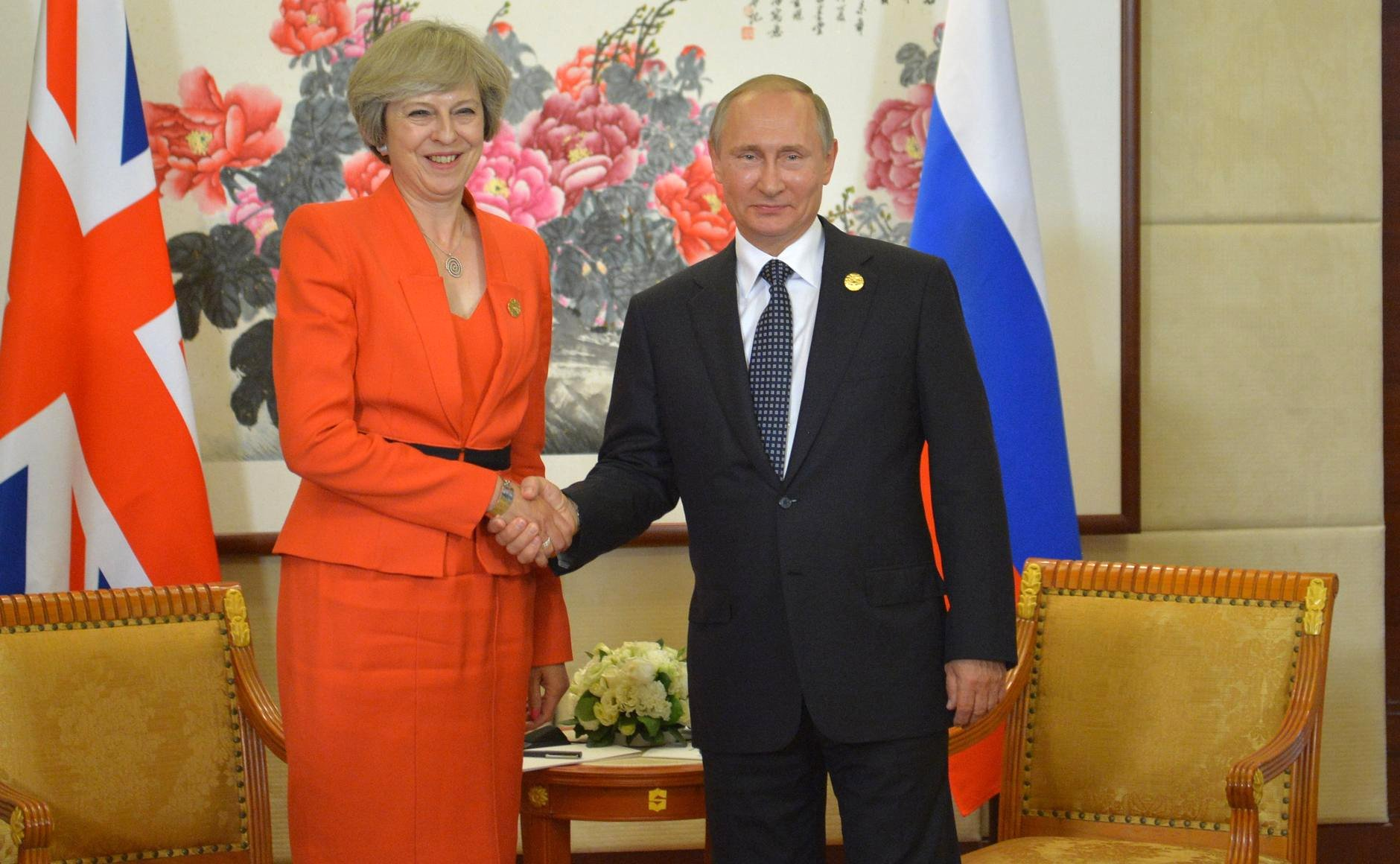
2016년 항저우 G20 정상회담에 참석한 메이 총리와 블라디미르 푸틴 러시아 대통령

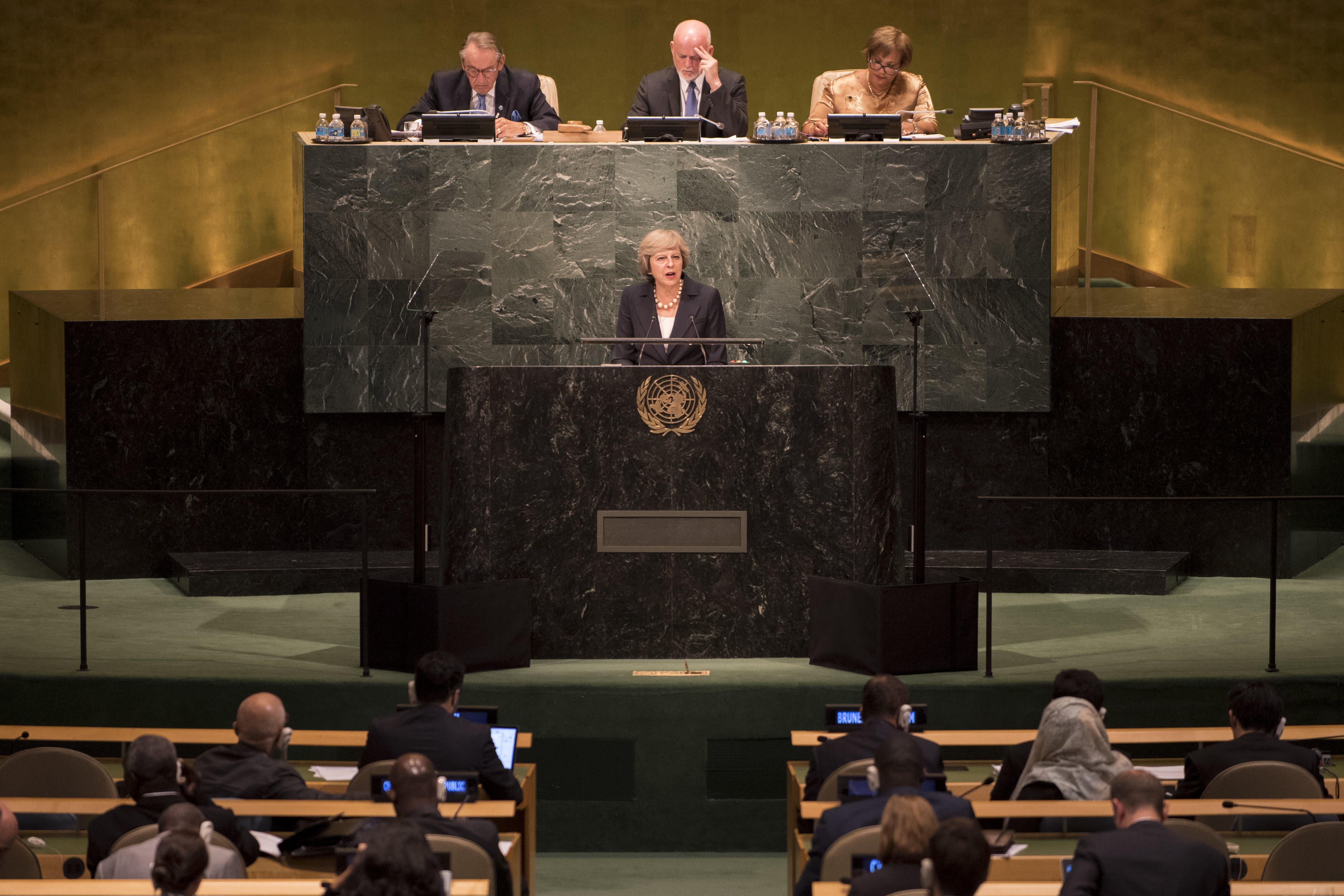
2016년 9월 유엔 총회에서 연설중인 메이 총리

2016년 7월 새로이 출범한 메이 내각은 우선적으로 힝클리포인트 원자력발전소 C동 건설 계약의 최종 승인을 연기하였다. 힝클리 원전은 지난 캐머런 정부가 시공운영업체 컨소시엄에 보조금을 보전하는 방식으로 추진되었으나, 컨소시엄에 중국 군수업체가 포함되었다는 이유로 당시 내무장관이었던 메이 총리가 반대했던 프로젝트였다. 닉 티모시 총리실 특별보좌관은 2015년 인터뷰를 통해 "정부가 합리적인 판단 없이 중국 측에 국가안보를 팔아버리려" 하고, "정부는 안보당국의 조언을 무시하려는 듯 하다"며, 중국이 민감 분야에 관여하는 것에 불만을 표한 바 있었다.
2016년 7월 하원에서 열린 '트라이던트 핵전력 관련 토론'에서 조지 케레반 의원이 메이 총리에게 '핵공격으로 수십만의 무고인이 사살되더라도 승인할 준비가 되어 있습니까'라고 질의하자, 메이 총리는 "그렇습니다. 그리고 존경하는 의원님께 말씀드리건대, 핵억지력이라는 것은 우리가 그걸 쓸 준비가 되어 있음을 적들이 알도록 하는 게 핵심입니다. 저기 노동당 앞좌석에서 나온 얘기처럼, 핵억지력을 가질 순 있으나 실제로 쓸 생각은 없다는 일부 의견과는 다르죠"라 답변하였다.
7월 20일, 메이는 총리 취임 후 처음으로 영국 의회에서 진행되는 총리 질의 행사에 참석하였다. 그 후 독일 베를린으로 첫 순방을 떠나 앙겔라 메르켈 총리와 회담하였다. 순방 도중 메이 총리는 리스본 조약 제50조에 따른 유럽연합 탈퇴 절차를 2017년까지는 개시할 생각이 없다고 밝혀, 유럽연합으로부터의 "질서있고 합리적인 탈퇴"를 위하여 협상 시간을 확보하겠다는 뜻을 내비쳤다. 메르켈 총리도 영국이 탈퇴 절차에 들어가기 전에 '잠깐 쉬어가는' 데에는 동의하면서도, 협상 일정에 대해 좀 더 명확히 밝힐 것을 메이 총리에게 촉구하였다. 한편으로 베를린 순방 직전 메이 총리는 본래 2017년 하반기에 맡기로 예정되어 있던 유럽연합이사회 의장국 자리 역시 포기하겠다고 밝혔다.

## 같이 보기
- 메이 내각

## 역대 선거 결과
| 선거명      | 직책명                                     | 대수 | 정당   | 득표율 | 득표수   | 결과 | 당락                     |
| ----------- | ------------------------------------------ | ---- | ------ | ------ | -------- | ---- | ------------------------ |
| 1992년 선거 | 하원의원(노스 웨스트 잉글랜드 더럼 선거구) | 51대 | 보수당 | 27.59% | 12,747표 | 2위  | 낙선                     |
| 1994년 선거 | 하원의원(버킹 선거구)                      | 51대 | 보수당 | 10.39% | 1,976표  | 3위  | 낙선                     |
| 1997년 선거 | 하원의원(메이든헤드 선거구)                | 52대 | 보수당 | 49.80% | 25,344표 | 1위  | 메이든헤드 하원의원 당선 |
| 2001년 선거 | 하원의원(메이든헤드 선거구)                | 53대 | 보수당 | 45.03% | 19,506표 | 1위  | 메이든헤드 하원의원 당선 |
| 2005년 선거 | 하원의원(메이든헤드 선거구)                | 54대 | 보수당 | 50.84% | 23,312표 | 1위  | 메이든헤드 하원의원 당선 |
| 2010년 선거 | 하원의원(메이든헤드 선거구)                | 55대 | 보수당 | 59.45% | 31,937표 | 1위  | 메이든헤드 하원의원 당선 |
| 2015년 선거 | 하원의원(메이든헤드 선거구)                | 56대 | 보수당 | 65.83% | 35,453표 | 1위  | 메이든헤드 하원의원 당선 |
| 2017년 선거 | 하원의원(메이든헤드 선거구)                | 57대 | 보수당 | 64.76% | 37,718표 | 1위  | 메이든헤드 하원의원 당선 |
| 2019년 선거 | 하원의원(메이든헤드 선거구)                | 58대 | 보수당 | 57.74% | 32,620표 | 1위  | 메이든헤드 하원의원 당선 |